# Eugert Zhupa
Eugert Zhupa   (Rrogozhinë, 4 d'abril de 1990) és un exciclista albanès. Professional des del 2013 al 2019 va militar a diferents equips, el més important el Wilier Triestina-Selle Italia. Del seu palmarès destaquen els campionats nacionals tant en ruta com en contrarellotge. Va ser el primer corredor albanès en córrer el Giro d'Itàlia.

## Palmarès
- 2009
  -  Campió d'Albània en ruta
  -  Campió d'Albània en contrarellotge
- 2010
  - Vencedor d'una etapa de la Volta a Tenerife
- 2011
  -  Campió d'Albània en ruta
  -  Campió d'Albània en contrarellotge
- 2012
  -  Campió d'Albània en ruta
  -  Campió d'Albània en contrarellotge
- 2013
  - 1r a la Volta a Albània
- 2014
  - 1r a la Copa Caduti di Reda
  - 1r al Trofeu de la vila de Conegliano
- 2015
  -  Campió d'Albània en contrarellotge
- 2016
  -  Campió d'Albània en ruta
  -  Campió d'Albània en contrarellotge
  - 1r al Balkan Elite Road Classics
- 2018
  -  Campió d'Albània en contrarellotge
- 2019
  - Vencedor d'una etapa a la Volta a Albània

### Resultats al Giro d'Itàlia
- 2015. 157è de la classificació general
- 2016. 130è de la classificació general
- 2017. 140è de la classificació general
- 2018. 148è de la classificació general